# Kóczy Á. László
Kóczy László (Budapest, 1976. március 11. –) (publikációkban Kóczy Á. László) játékelmélet-kutató, egyetemi docens, az MTA Közgazdaság- és Regionális Tudományi Kutatóközpont tudományos főmunkatársa, a Magyar Közgazdaságtudományi Egyesület alapító tagja és korábbi elnöke, négy gyermek édesapja.

## Életpályája
1976-ban Budapesten született. Középiskolai tanulmányait részben a Budapesti Fazekas Mihály Gimnáziumban végezte, 1994-ben a tókiói St. Mary's International Schoolban érettségizett, majd pedig a Cambridge-i Egyetemen kezdett tanulmányokat matematika szakon. A BA fokozat megszerzése után a Leuveni Katolikus Egyetem közgazdaságtudomány szakán szerzett MSc diplomát majd ugyanitt jelentkezett doktori képzésre. A játékelméletet Luc Lauwers hatására választotta szakterületéül, aki a témavezetője is lett. Doktori (PhD) fokozatát 2003-ban szerezte meg. 2003-ban elnyert egy kutatói állást a Maastrichti Egyetemen, ahol P. Jean-Jacques Herings kutatócsoportjához csatlakozott.
2007-ben tért haza Magyarországra; a Budapesti Műszaki Főiskola főiskolai tanára, illetve az Óbudai Egyetem egyetemi docense és kutatási dékánhelyettese lett. 2010-ben sikeresen indult az MTA Lendület Fiatal Kutatói Programjában. A kooperatív játékok vizsgálatára beadott kutatási tervre alapozva 2009 nyarán az MTA Közgazdaság- és Regionális Tudományi Kutatóközpont tudományos főmunkatársaként önálló, játékelméleti kutatócsoportot létesített. 2019 óta a Budapesti Műszaki és Gazdaságtudományi Egyetem docense.

## Kutatási területei
- Kooperatív játékelmélet
- Hatalmi indexek
- Körzetkiosztási módszerek
- Tudománymetria